# Даријан Малеш
Даријан Малеш (Луцерн, 3. мај 2001) је швајцарски фудбалер српског порекла који тренутно наступа за Јанг бојс. Игра на позицији везног играча.